# دون إي. شولتز
دون إي. شولتز (بالإنجليزية: Don E. Schultz)‏ هو اقتصادي أمريكي، ولد في 20 يناير 1934 في ويوكا في الولايات المتحدة.